# (226) Верингия
(226) Верингия (нем. Weringia) — небольшой астероид главного пояса. Он был обнаружен 19 июля 1882 года австрийским астрономом Иоганном Пализой в обсерватории города Вена и был назван в честь Веринга, одного из районов этого города.  

Орбита астероида Верингия и его положение в Солнечной системе
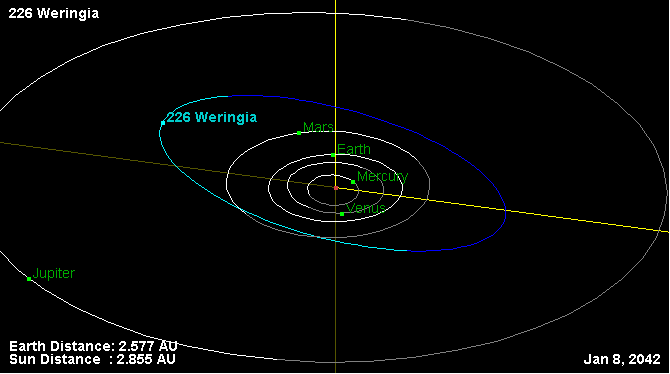
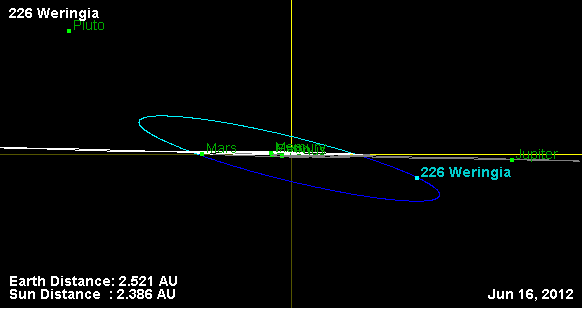